# Viana de Cega
Viana de Cega è un comune spagnolo di 1 637 abitanti situato nella comunità autonoma di Castiglia e León.